# 흰진달래
흰진달래는 진달래과의 낙엽관목이다. 원산지는 한국이며 변이종이다. 1970년대에는 멸종된 것으로 판단했던 흰진달래가 칠갑산에서 자란다는 전설이 있었다고 한다. 흔히 진달래는 분홍색으로 알려져 있지만 흰진달래는 꽃잎의 색이 흰색이기 때문에 흰진달래라고 부른다.

## 형태
흰진달래의 줄기는 2~3m 높이에, 가지가 많이 갈라진다는 특징이 있다. 첫 해의 작은가지는 연한 갈색이며 비늘조각을 가지고 있다 .
잎은 어긋나며 그 모양은 긴 타원의 바소꼴 또는 피침형, 거꾸로 한 달걀모양이라고 하기도 한다. 잎의 길이는 4~7cm에 1.5~2.5cm의 폭을 가지고 있다. 잎의 표면에는 비늘조각이 있는데, 앞면에는 약간 있고, 뒷면에는 빽빽이 나 있다. 잎자루의 길이는 6~10mm 정도이다.
꽃은 흰색이며 4월에서 5월 사이에 핀다. 잎보다 꽃이 먼저 피는 특징이 있다. 보통 가지 끝에 1개의 꽃이 달리지만 2~5개가 달리기도 한다. 꽃부리는 깔대기 모양을 하고 있고 겉에 잔털이 있으며 크기는 3~4.5 cm 정도이다. 수술은 열 개, 암술은 하나이며, 수술대가 더 길다.
열매는 삭과이고 원통형이며 길이는 2cm이다. 열매는 10월경에 익는다.

## 생태
다른 진달래속 식물들처럼 겨울에 영하 10도에서 0도 사이의 추운 환경에 노출되어야 봄에 꽃을 피운다. 여름에 햇볕을 오래 받으면 자라지 못해 나무가 그늘을 드리운 곳에서 자란다. 따라서 한국의 북쪽지방에 더 많이 분포한다. 또한 산성토양에서 자라므로 소나무 숲이 파괴된 곳에 자라고는 한다.

## 쓰임새
흰진달래에서 추출한 성분은 알도즈 환원 효소가 제 기능을 하지 못해 발생하는 경우에 한정된 당뇨병이나 당뇨병성 합병증의 치료에 효과가 있다는 사실이 발견되었다. 흰진달래의 이러한 효과는 일반 진달래의 효과보다 더 큰 것으로 나타났다.

## 특허
멸종 위기의 흰진달래를 연구한 안종관은 흰진달래의 보급을 위해 <흰 진달래 실생묘 생산방법>이라는 특허를 등록하기도 하였다.

## 참고
1. ↑  김명숙 (2004년 4월 6일). “'멸종위기' 칠갑산 흰 진달래 살리기 30년…씨앗 발아시켜 5년 키워야 꽃 한 송이”. 오마이뉴스. 2013년 12월 6일에 확인함.
2. ↑  현진오 (2003). 《봄에 피는 우리꽃 386》. 서울: 신구문화사. 261쪽.
3. 1 2  “국가생물종지식정보시스템”. 2013년 12월 13일에 원본 문서에서 보존된 문서. 2013년 12월 5일에 확인함.
4. ↑  안종관.(2003년 5월 29일). 흰 진달래 실생묘 생산방법. 출원번호 10-2003-0034472. 등록특허.
5. ↑  중앙대학교 산학협력단. (2012년 5월 7일). 흰진달래 추출물을 유효성분으로 포함하는 당뇨병 또는 당뇨병성 합병증의 예방 또는 치료용 조성물. 출원번호 10-2012-0048098. 공개특허